# Conselho Presidencial sobre Empregos e Competitividade
O President's Economic Recovery Advisory Board é um painel de peritos de negócios, trabalho, academias e em outros ramos, criado por Barack Obama em 6 de fevereiro de 2009.